# Lago Tortuga
El lago Tortuga (en idioma georgiano: კუს ტბა) es un pequeño lago en las afueras de Tiflis, la capital de Georgia. Su nombre se debe a la abundancia de tortugas que viven en su entorno. El otro nombre menos utilizado de este lago es Korki(ქორქის ტბა). 

## Panorama general
El lago Tortuga se encuentra en la ladera norte del monte Mtatsminda, a una altitud de 686,7 m sobre el nivel del mar, y está alimentado por un pequeño río Varazis-Khevi, un afluente del río Kurá, así como por las lluvias y aguas subterráneas. La superficie es de 0,034 km², mientras que la zona de captación es de 0,4 km². La profundidad máxima es de 2,6 m. Tiene 180 metros de largo y 50 metros de ancho. Crea deslizamiento exotectónico (principalmente deslizamiento rocoso).
El área del lago, está diseñada como una zona recreativa y es frecuentada por los residentes de Tiflis los fines de semana, y durante la temporada de baños que comienza con la llegada del verano. También es un lugar donde se celebran festivales y conciertos. Se puede llegar allí por carretera o en un funicular desde la primera estación situada en el distrito del parque Vake en Tiflis, que comenzó a funcionar de nuevo en octubre de 2016, completamente renovado y con modernos sistemas de seguridad está abierto de 8:00 a 22:00 horas y cuesta 1 lari en cada dirección. Al oeste del lago se encuentra el Museo de Etnografía al aire libre, una gran exposición de la arquitectura popular de Georgia.

## Galería

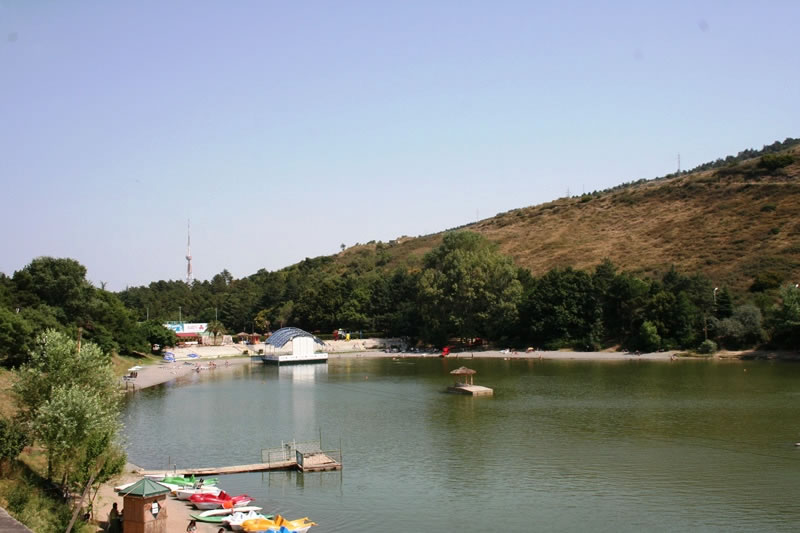
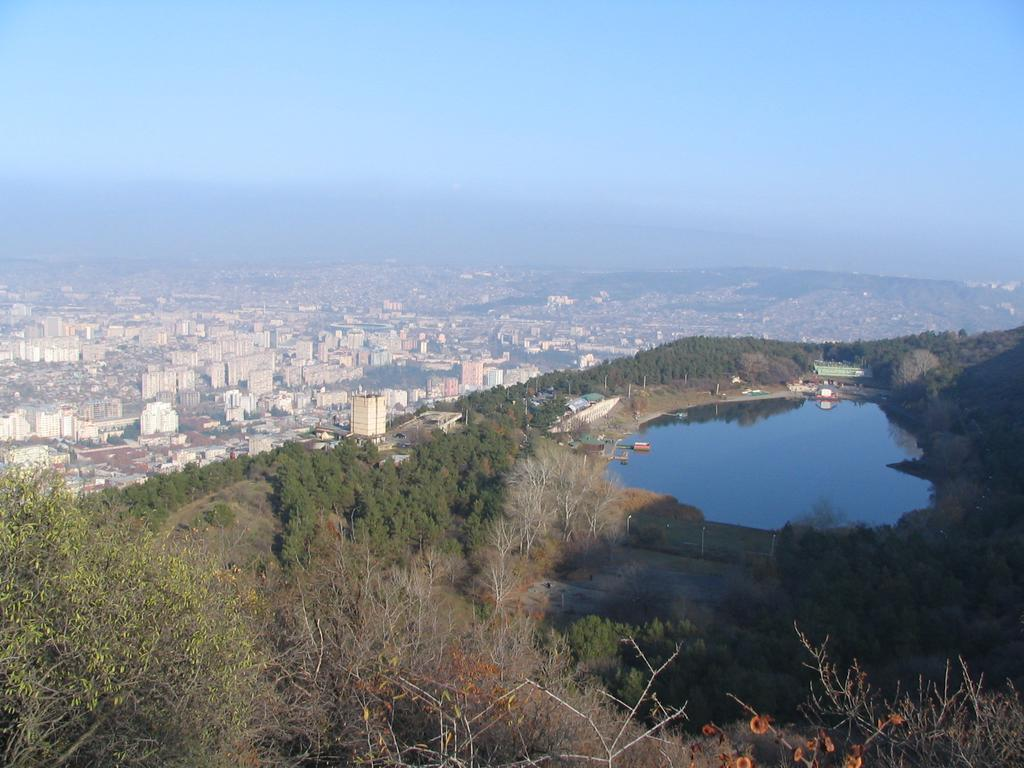
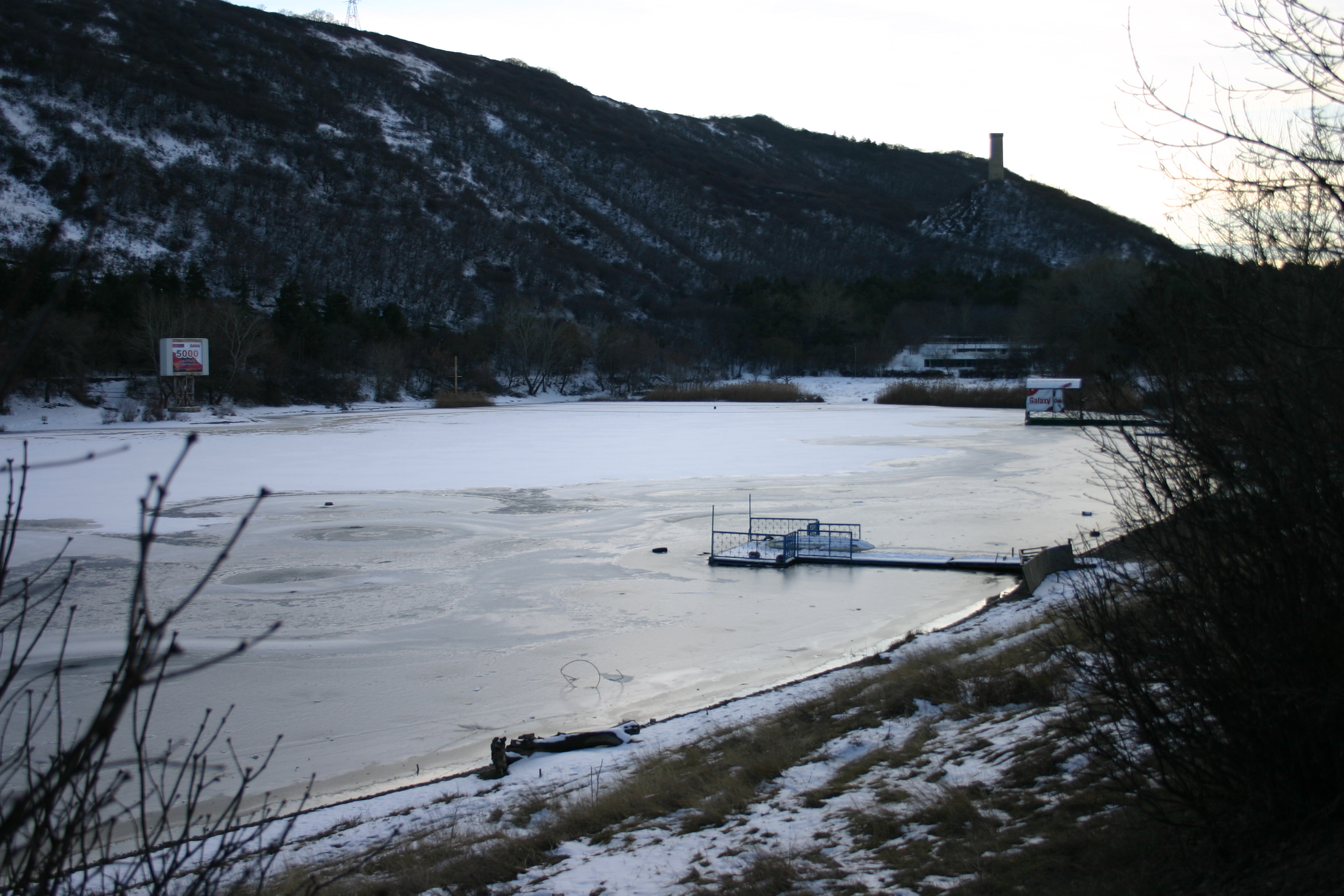